# Fantomas se zlobí
Fantomas se zlobí (francouzsky: Fantômas se déchaîne) je francouzská kriminální a fantasy komedie s hororovými prvky z roku 1965, natočená režisérem Andrém Hunebellem. Představuje druhý díl filmové trilogie, započaté snímkem Fantomas v předcházejícím roce. Jednalo se o reakci francouzské kinematografie na britskou sérii o Jamesi Bondovi, která vznikla ve stejném období.
V titulních úlohách se představili Jean Marais – v trojroli – hlavního zloducha Fantomase, novináře Fandora i profesora Lefebvra, a Louis de Funès, jenž ztvárnil postavu snaživého ale roztržitého komisaře Juva. Rolí Michela Gurna debutoval na filmovém plátně Olivier de Funès.
Sequelem se v roce 1967 stala závěrečná část Hunebelleovy trilogie Fantomas kontra Scotland Yard.

## Děj
Rok po neúnavném pronásledování Fantomase je komisař Juve vyznamenán Řádem čestné legie. Je přesvědčen, že zločinec konečně zmizel. Poté, co policistovi pošle blahopřejný vzkaz, Fantomas unese profesora Marchanda. Veřejně prohlásí, že ho unesl, a zároveň oznámí svůj záměr ovládnout planetu díky telepatickému paprsku, který mu umožňuje ovládat lidské myšlení, na němž vědec pracuje. Aby však byl jeho pokus úspěšný, potřebuje Fantomas profesora Lefebvra, Marchandova kolegu, bez něhož se Marchandovy pokusy neobejdou.
Fandor se v přestrojení za profesora Lefebvra vydá k němu domů a ten si zprvu neuvědomuje, že jde o podvrh. Fandor nabídne profesorovi, že ho doprovodí do Říma, kde se má konat důležitý vědecký kongres a bude se za něj vydávat. Následně se novinář v přestrojení za Lefebvra, jeho snoubenka Hélène a také Michou, její mladší bratr, který byl právě vyloučen z internátní školy za špatné chování, vypraví nočním vlakem do Itálie. Doprovází je Juve a jeho podřízení. Komisař doufá, že se mu podaří polapit Fantomase, který se jistě pokusí unést profesora Lefebvra. Zločinec se však připojí ke kongresu pod maskou vědce. Zmatek je o to větší, že na kongres nakonec přijíždí i skutečný profesor Lefebvre, kterého rozčiluje zmatečný rozhovor, který jeho jménem poskytuje Fandor. Fantomas unese skutečného Lefebvra, Hélène a Michoua a uprchne. Juve je zatčen italskou policií a umístěn do psychiatrické léčebny.
Fantomas vězní Michoua, ale propustí Hélène. Pozve ji na maškarní ples a pošle jí honosné šaty a šperk. Mladá žena neodolá pokušení, a tak se vydá na cestu, nenápadně následována Fandorem. Mezi hosty se proplíží superintendant Juve, kterého propustili z léčebny. V doprovodu svých mužů a Interpolu se domnívá, že zločince konečně dopadl. Zločinec na ně však nastražil novou past. Poté, co zneškodní policisty, zajme Juva a jeho přátele. Ti se omámení probudí v luxusním podzemním sídle. Tam Fantomas plánuje provést na Fandorovi, Juveovi a jeho zástupci Bertrandovi potenciálně smrtelný experiment, jehož cílem je přimět jejich hlavy žít mimo jejich těla. Nabídne Heleně možnost experiment zastavit, pokud bude souhlasit, že se stane jeho společnicí. Juveovi se podaří Fantomasovy nohsledy zneškodnit pomocí vystřelovacích doutníků − zbraně. Vědci, které padouch zadržuje, včetně profesorů Marchanda a Lefebvra, osvobodí zajatce. Ohrožují Fantomase telepatickým paprskem, kterým chtěl ovládnout celé lidstvo. Zařízení je však účinné pouze na vzdálenost 14,50 metru. Fantomas odvede pozornost a unikne ze sopky ve svém vozu Citroën DS. Juve a Fandor ho pronásledují ve vozidle, které ukradli kempujícím turistům. Když Fantomas dorazí na letištní dráhu, vzlétne ve svém autě, které se proměnilo v letadlo se zatahovacími křídly. Inspektor a novinář ho pronásledují ve vzduchu v letadle, které bylo na dráze i s pilotem. Juve však touží zaměřit Fantomase telepatickým paprskem z otevřených dveří letadla, aniž by si pořádně nasadil padák. Padá do prázdna a ztrácí paprskomet. Fandor s padákem mu vyskočí na pomoc a podaří se mu ho zachytit. Juve visí na Fandorových nohou a Fantomas opět uniká...

## Obsazení
| Jean Marais         | Fantomas, novinář Fandor, profesor Lefebvre |
| Louis de Funès      | komisař Juve                                |
| Mylène Demongeotová | Helena Gurnová, Fandorova snoubenka         |
| Jaques Dynam        | inspektor Michel Bertrand                   |
| Robert Dalban       | redaktor novin Le Point du jour             |
| Michel Duplaix      | komisař Leon                                |
| Pietro Tordi        | předseda shromáždění                        |
| Albert Dagnant      | profesor Marchand                           |
| Olivier de Funès    | Michel „Michou“ Gurn                        |
| Robert Le Béal      | ministr                                     |
| Jean Michaud        | ředitel psychiatrické kliniky               |
| Henri Attal         | Fantomasův bodyguard                        |
| Mino Doro           | švýcarský profesor                          |
| Arturo Dominici     | kanadský profesor                           |
| Christian Tomas     | komisař                                     |
| Michel Dupleix      | komisař                                     |
| Antoine Marin       | komisař                                     |
| Bob Lerick          | komisař                                     |

## Zajímavosti
Technické vychytávky z tohoto dílu se objevily později také v bondovkách – například vůz, jenž se změní v letadlo, je ve filmu Muž se zlatou zbraní (1974) a doutník-zbraň v Žiješ jenom dvakrát (1967).